# 恩里科·波罗
恩里科·波罗（義大利語：Enrico Porro，1885年1月16日—1967年3月14日），意大利男子摔跤运动员。他曾代表意大利参加1908年、1920年和1924年夏季奥林匹克运动会摔跤比赛，获得一枚金牌。